# انادارکو (اکلاهما)
انادارکو(به انگلیسی: Anadarko) شهری در ایالت اکلاهما کشور ایالات متحده آمریکا است که جمعیت آن در سرشماری سال ۲۰۱۰ میلادی، ۶٬۷۶۲ نفر بوده‌است.